# The Mysterious Mr. Davey
The Mysterious Mr. Davey è un cortometraggio muto del 1914 diretto da Sidney Drew.

## Trama
Henry Murray ricomincia a frequentare una sua vecchia fiamma. Per sopire i sospetti della moglie, le racconta che deve incontrarsi con mister Davey, un tipo misogino. Ma la moglie sente comunque puzza di bruciato.

## Produzione
Il film fu prodotto dalla Vitagraph Company of America.

## Distribuzione
Distribuito dalla General Film Company, il film - un cortometraggio in una bobina - uscì nelle sale cinematografiche statunitensi il 2 dicembre 1914. La Favorite Films lo distribuì in una nuova edizione il 20 maggio 1918.